# Sammlung Varnhagen
Die Sammlung Varnhagen (Varnhagen von Ensesche Sammlung) ist der Nachlass von Ludmilla Assing, der neben ihren eigenen Papieren und Kunstwerken mehrere literarische Nachlässe und die von ihrem Onkel Karl August Varnhagen von Ense angelegte Autographensammlung enthält. Die Sammlung reicht von der Frühaufklärung über Sturm und Drang, Klassik und Romantik bis zur Revolution von 1848/49, die Reaktionsära und die beginnende Arbeiterbewegung; neben Dokumenten aus dem deutschen Sprachraum enthält sie solche zur französischen, englischen, italienischen, russischen und amerikanischen Literatur- und Kulturgeschichte.

Kasten der Sammlung Varnhagen

## Entstehungsgeschichte
Karl August Varnhagen von Ense war 1785 als Sohn eines aufgeklärten Arztes in Düsseldorf zur Welt gekommen. Nach dem Tod des Vaters begann er ein Medizinstudium und widmete sich literarischen Projekten. Schon als Student hegte er Interesse für Autographen und führte ein Stammbuch, „das wie die Lade einer Meistergilde voll Dichterhandschriften war“. Mit später berühmten Freunden wie Adelbert von Chamisso, Friedrich de la Motte Fouqué und Justinus Kerner, die zum Dichterkreis des Nordsternbundes zählten, wechselte er Briefe in winziger Perlschrift.
Die jüdische Salonière Rahel Levin in Berlin, die er nach sechsjähriger Verlöbniszeit 1814 heiratete, unterhielt ebenfalls ein großes Netzwerk internationaler Brieffreundschaften. Rund 6000 Briefe von ihr, die Varnhagen schon vor ihrem Tod bei ihren Briefpartnern einzusammeln begann, sind mit entsprechenden Antwortschreiben in der Sammlung überliefert. Die daraus hervorgegangenen Werke Rahel. Ein Buch des Andenkens für ihre Freunde (1833/1834) und Galerie von Bildnissen aus Rahel’s Umgang und Briefwechsel sowie seine eigenen biographischen Schriften empfahlen Varnhagen als Herausgeber von Werken Verstorbener (so sollte er ursprünglich die Werke Lessings edieren, was dann Karl Lachmann an seiner Stelle übernahm); nicht selten wurden ihm ganze Nachlässe zur Auslese überlassen. Als Diplomat, Autor und Kritiker korrespondierte Varnhagen unter anderem mit Goethe, Alexander von Humboldt, Heine und dem Fürsten Pückler.
Der Ausbau zu einer umfassenden Sammlung von Lebenszeugnissen (teils auch ohne persönlichen Bezug zum Ehepaar Varnhagen und aus vorangegangenen Epochen) begann im Juli 1841. Seitdem versandte der Sammler Wunschlisten begehrter Autographen in alle Welt. Von Bettina von Arnim erhielt Varnhagen beispielsweise im September 1856 „an tausend handschriftliche Blätter geschenkt“. Ansonsten tauschte er Schätze bei befreundeten Sammlern ein wie Richard Zeune und Heinrich von der Tann; nur selten erwarb er Briefe durch Ankauf wie die Korrespondenz Rahels mit Pauline Wiesel von der Empfängerin oder private Aufzeichnungen des Rahel-Freundes Friedrich von Gentz von dessen Sohn Joseph Gentz. Kennzeichnend für diese Autographensammlung ist allerdings auch, dass sie nicht bloß die Handschriften prominenter Persönlichkeiten, sondern beispielsweise solche von wenig bekannten jüdischen Freundinnen Rahels oder des Dienerehepaars Karl und Wilhelmine Ganzmann enthält. Das Sammlerinteresse galt so unterschiedlichen Gruppen wie dem aufgeklärten Adel und dem liberalen Judentum, der preußischen Generalität und der jungdeutschen Opposition.
Mit seiner Nichte Ludmilla Assing kam 1842 auch der Nachlass ihrer Eltern Rosa Maria, geb. Varnhagen, und David Assing, die einen großen Dichterfreundeskreis pflegten, nach Berlin. Während Ludmilla in den Umgang mit dem Archiv eingearbeitet wurde und beispielsweise Abschriften von Briefgeschenken für die Stifter anfertigte, wanderte ihre Schwester Ottilie in die USA aus und steuerte von dort Autographen bei. Nach Varnhagens Tod am 10. Oktober 1858 unternahm Assing erste Editionen aus ungedruckten Beständen. Die Briefe von Alexander von Humboldt an Varnhagen von Ense (1860), in denen auch Autographengeschenke Alexander von Humboldts gedruckt wurden, erlebten fünf Auflagen in wenigen Wochen. Sie lösten einen politischen Skandal aus und wurden kurzfristig verboten; desgleichen die 14-bändigen Tagebücher aus dem Nachlaß von K. A. Varnhagen von Ense (1861–1870), die der Herausgeberin steckbriefliche Verfolgung und Exil einbrachten. Von Florenz aus setzte sie die Herausgeber- und Sammeltätigkeit fort, veröffentlichte zahlreiche Briefwechsel ihrer Tante Rahel und konnte das Archiv noch um mehrere Schenkungen und Nachlässe, beispielsweise den des Fürsten Pückler erweitern.
In ihrem Testament vom 15. Juli 1876 verfügte Ludmilla Assing die Schenkung der Sammlung Varnhagen an die Königliche Bibliothek zu Berlin, heute Staatsbibliothek zu Berlin unter der Bedingung, dass sie unter dem Namen Varnhagens zusammengehalten, in einem besonderen Zimmer aufgestellt und der öffentlichen Benutzung überlassen werde.

## Umfang und Struktur
Die Sammlung Varnhagen enthält
- Bücher: rund 2900 seltene, oft handschriftlich annotierte Werke der sogenannten Bibliothek Varnhagen (nicht zu verwechseln mit der Varnhagenschen Bibliothek, die der Familienzweig seit dem 16. Jahrhundert in Iserlohn bewahrte). Sie sind heute unter der Sondersignatur „Bibl. Varnhagen“ in der Staatsbibliothek aufgestellt.

- Kunstwerke: ein Ölbild, ca. dreißig Bildnisse in Tempera und Pastell, Rahel-Porträts u. a. von Peter Friedel,[3] Moritz Daffinger[4] und Wilhelm Hensel[5], mehrere Medaillons in Bronze und Gips, darunter das Reliefporträt Rahels von Friedrich Tieck aus dem Jahr 1796, erneuert 1836;[6] eine Marmorbüste K. A. Varnhagens von Elisabeth Ney (1857),[7] Bleistiftzeichnungen, Albumblätter, darunter solche der Malerin Alwina Frommann, Silhouetten in Bunt- und Schwarzpapier, Daguerreotypien[8] und als Holz- oder Stahlstich gedruckte Porträts.[9]

- Gedrucktes: Theaterzettel, Flugschriften und Flugblätter, zahllose Artikel aus teils verschollenen, teils von der Zensur unterdrückten Journalen.

- Handschriften: Notizen und Aufzeichnungen, darunter Varnhagens tägliche Aufzeichnungen: die Tagesbemerkungen (1819–1830) und Tagesblätter (1834–1858), zahlreiche weitere Manuskripte verschiedener Autoren, Briefe von und an 9.000 Personen im Umfang von vielen hunderttausend Blatt.

- Diverses: einen Globus, eine Schnupftabakdose, ein collagiertes Visitenkartenalbum, Rahel Varnhagens Haushaltsbuch, Blumenandenken, Haarlocken,[10] Rezepte, Schachaufgaben und vieles andere mehr.

Die Autographen wurden mit Varnhagens Besitzvermerk oben rechts und oft auch mit einem Hinweis auf die Provenienz gekennzeichnet. Ihre Ablage erfolgte personenbezogen und alphabetisch sortiert; oft enthalten diese Konvolute weitere Flugschriften oder Zeitungsausschnitte. In vielen Fällen liegen Notizzettel mit Lebensdaten und charakteristischen Anekdoten der jeweiligen Schreiber bei.
Auch die von 1834 bis 1858 geführten Tagesblätter, tägliche Aufzeichnungen Varnhagens (bisher nur zu circa einem Drittel als Tagebücher gedruckt worden) enthalten als Beilagen weiteres handschriftliches und gedrucktes Material, beispielsweise Barrikadenpläne und Flugblätter aus der Revolution von 1848. Zu dem Material aus den und über die Familien Varnhagen und Assing enthält die Sammlung umfassende Nachlässe oder Teilnachlässe von Bettina von Arnim, Hermann von Pückler-Muskau, Apollonius von Maltitz, Ludwig Robert und Johannes Schulze.
Außer Lebenszeugnissen aus dem deutschsprachigen Raum finden sich auch Dokumente zur Französischen Revolution, zur Abolitionismusbewegung in den USA sowie zum italienischen Risorgimento sowie hebräische Handschriften. Einzelne Handschriften aus Südostasien und Indien gelangten als Schenkungen britischer Korrespondenten in die Sammlung.

## Standorte
Zwar wurde das von Ludmilla Assing verlangte Varnhagen-Zimmer 1892 von Wilhelm Grützmacher 1892 eingerichtet, doch in den Jahren nach 1881 verhinderten die königlich-preußischen Bibliothekare über zwei Jahrzehnte lang den öffentlichen Zugang zu der als skandalträchtig geltenden Sammlung Varnhagen. Die Nachkommen von Bettina von Arnim und Clemens Brentano, vertreten durch Bettines Schwiegersohn Herman Grimm, boten alle juristischen Mittel auf, Brentano-Briefe aus dessen unglücklichen Liebes- und Eheverhältnissen mit Auguste Bußmann und Sophie Mereau entweder zu sekretieren oder aus dem Kontext der Sammlung herauszulösen und beschuldigten Varnhagen von Ense der rechtswidrigen Einbehaltung geliehener Dokumente und ihrer Verstümmelung, ein Vorwurf, der nie belegt wurde und den Hannah Arendt in ihrer Biographie Rahel Varnhagen wiederholt und weiter ausschmückt. Lujo Brentano bot schließlich das Dramenmanuskript Aloys und Imelde von Clemens Brentano zum Tausch an und erreichte 1911, Blätter und Briefe aus dessen Konvolut auszusortieren, die ihm bedenklich erschienen. Über Schwierigkeiten bei der Benutzung klagte auch der Germanist Heinrich Hubert Houben, der Register zu den Varnhagenschen Tagebüchern und zu den Zeitschriften des Junges Deutschlands erstellte.
1942 wurden Autographen, Rara-Bücher und Sondersammlungen der Staatsbibliothek ausgelagert; mit ihr auch die Autographenschätze der Sammlung Varnhagen, die den Krieg auf der Empore im Kloster Grüssau überstanden. Nach der Vertreibung der deutschen Mönche holten Militärlastwagen diese Berliner Bestände (polnisch Berlinka) ab, die für vierzig Jahre als Kriegsverlust galten und unzugänglich in der Biblioteka Jagiellońska (der Bibliothek der Jagiellonen-Universität) in Krakau lagerten. Hinzu kam die deutsche Teilung: Um 1980 wurde bekannt, dass die Sammlung noch existiert. Die Bücher der Bibliothek Varnhagen waren nach Marburg ausgelagert worden und befanden sich nach dem Krieg im Westteil Berlins; Zeitungsausschnitte und Kunstwerke in Ost-Berlin. Heute werden die Autographen in Krakau ausschließlich wissenschaftlich ausgewiesenen Benutzern vorgelegt; ihre Benutzung ist erschwert durch das Fehlen von Lexika, Stadtplänen und der anderen Hälfte der Sammlung: alles Gedruckte, darunter die Bibliothek Varnhagen, Zeitungsausschnitte und Kunstwerke befindet sich in Berlin. Allerdings sind manche nicht inventarisierte Bestände der Sammlung, wie die Theaterzettel-Sammlung, inzwischen verschollen, anderes wie der Globus wurde vermutlich in die entsprechenden Sammlungen der inzwischen wieder vereinten Staatsbibliothek zu Berlin integriert.
Eine in den deutsch-polnischen Staatsverträgen von 1991 vorgesehene Einigung über die beiderseitige Rückführung von im Krieg ausgelagerten Kulturgütern steht bislang noch aus.

## Erschließung
Ein im Sommer 1880 in Florenz von Hermann Brassert und Salvatore Battaglia erstelltes Inventar der Sammlung ist verschollen; zuletzt wurde die Sammlung durch Ludwig Stern, Direktor der Handschriftensammlung der Königlichen Bibliothek zu Berlin inventarisiert, eine Arbeit, die er drei Tage vor seinem Tod am 6. Oktober 1911 beendete.  Sterns Verzeichnis wurde vorbildlich für die Autographenkataloge der Königlichen Bibliothek und erschien 1911 als fast tausend Seiten starker Band im Buchhandel.
Dieses Verzeichnis ist inzwischen jedoch in vielfacher Hinsicht veraltet und bedarf dringend einer gründlichen Revision. Eine fortlaufend überarbeitete, ergänzte und korrigierte Namensliste stellt die Varnhagen Gesellschaft e. V. seit August 2020 auf ihrer Webseite bereit; Namenslisten der Briefempfänger/-innen und der Bildkünstler/-innen, deren Werke bei Ludwig Stern verzeichnet sind, sollen folgen.
Die aus dem Nachlass des Sekretärs der preußischen Akademie der Wissenschaften, Jean Henri Samuel Formey stammenden, zumeist an ihn adressierten Briefe hat der Romanist Jens Häseler gesichtet und inventarisiert; sein umfassendes Verzeichnis der auch in vielen anderen europäischen Archiven vorhandenen Formey-Korrespondenz erschien 2003.
Der Briefnachlass des Ehepaars Rosa Maria und David Assur Assing wird seit 2015 mit Unterstützung des polnischen Nationalen Zentrums für Wissenschaft (Narodowe Centrum Nauki) durch den Germanisten Paweł Zarychta vom Germanistischen Seminar der Jagiellonen-Universität editorisch und digital erschlossen.
Seit dem Frühjahr 2020 bemüht sich die Bauhaus-Universität in Weimar in Zusammenarbeit mit der Jagiellonischen Universität in Krakau in einem von der Deutschen Forschungsgemeinschaft und dem Nationalen Zentrum für Wissenschaft geförderten Projekt um die Erschließung der Lebenszeugnisse weiblicher Autoren in der Sammlung.
Nach dreijähriger Arbeit wurden am 30. September 2023 die Ergebnisse des deutsch-polnischen Forschungsprojekts „Schriftstellerinnen aus der Sammlung Varnhagen. Briefe – Werke – Relationen“ auf der durch die Thüringer Universitäts- und Landesbibliothek (ThULB) in Jena gehostete Website schriftstellerinnen-varnhagen.eu öffentlich gemacht. Die digitale Edition entstand in Zusammenarbeit mit der Jagiellonen Bibliothek in Krakau, der Universitätsbibliothek der Bauhaus-Universität Weimar und der Agentur v3 consulting (München).

## Zitate
„Meine Sammlung von Autographen bezieht sich zunächst auf Rahel's und meinen Lebenskreis, unsre Verhältnisse und Bekanntschaften; die für uns wichtigen, bei uns genannten Personen gehören schon deßhalb in die Reihe, wenn auch sonst keine Merkwürdigkeit mit ihren Namen verbunden sein mag. (…) Die Hauptsache ist, daß die Sammlung erhalten werde, und alt werde. In solchen Dingen wächst der Werth mit den Jahren. Genug, diese litterarisch-politischen Zeugnisse sollen beisa[m]en bleiben, von Rahel's und meinem schriftlichen Nachlasse nicht getrennt werden. Sie seien dem künftigen Besitzer oder Verwahrer bestens empfohlen!“

„Meine Sorgfalt für alles Litterarische ist doch eigentlich nur Gleichgültigkeit für dieses; denn es gilt mir nur als bewahrende Schale eines darin liegenden Lebenskernes, und wo nur irgend ein solcher mich anglänzt, möcht' ich jene Schale schützend um ihn her legen! Es geht nothwendigerweise so viel verloren, laßt uns einiges zu retten suchen! laßt uns Bäume pflanzen, die Schatten geben!“

„Varnhagen, der unermüdlichste Notizensammler der Welt, hat über fast alle, einigermaßen bekanntere Menschen in einem alphabetisch geordneten Register  sich Züge ihres biographischen Materials usw. zusammengestellt. Er hat es endlich über alle solche Menschen, von denen er Autographen besaß, als Anhang zu dieser Sammlung.“

„Von jeher hatte Varnhagen die Gewohnheit, die wichtigsten und interessantesten Begebenheiten des Tages, Mittheilungen aller Art, Gespräche mit bedeutenden Personen auf kleine Quartblätter zu von starkem grauen Papiere aufzuschreiben. Diese Notizen wurden von ihm sorgfältig gesammelt, geordnet und in schwarzen Pappkästen bewahrt, die er in dem großen Wandschranke verschloß. Ebendaselbst lagen in alphabetischer Ordnung ein Schatz von Briefen und seltenen Autographen der berühmtesten Männer und Frauen seiner Zeit. (…) Im Laufe der Unterhaltung pflegte er dann, wenn ihm ein Name, ein Datum oder eine Person entfallen war, den Schrank zu öffnen und seine Cartons hervor zu langen. So groß war aber die Ordnung in diesen Papieren, daß er stets das Gewünschte fand.“

„Ich würde zur Bedingung stellen, daß alle die oben erwähnten Gegenstände vereinigt blieben, und für immer den Namen der Varnhagen von Ense'schen Sammlung erhielten. Freuen würde ich mich, wenn sie, wenn irgend der Raum es gestattete, ein besonderes Zimmer erhielten. Die große Wichtigkeit, welche diese Sammlung in geschichtlicher, vaterländischer und litterarischer Beziehung besitzt, dürfte sie wohl zu solcher Auszeichnung berechtigen. Ferner würde ich zur Bedingung stellen, daß alle jene oben genannten Gegenstände der allgemeinen Benutzung möglichst überlassen werden.“